# 2-Amino-3-(3,4-di-hidroxifenil)propanamida
2-Amino-3-(3,4-diidroxifenil)propanamida é o composto orgânico de fórmula C9H12N2O3.